# Standard Oil
La Standard Oil è stata una compagnia petrolifera statunitense esistita fra il 1870 e il 1911, completamente integrata nei settori della produzione, trasporto, raffinazione e commercializzazione di petrolio. Lo scioglimento della compagnia, nel 1911, diede vita a numerose compagnie che ripresero il nome "Standard".

## Standard Oil Trust
Fondata nel 1870 durante la presidenza di Ulysses S. Grant, la Standard Oil è cresciuta rapidamente per diventare ben presto un vero e proprio controllore per il settore petrolifero negli Stati Uniti, determinando così la propria dissoluzione ad opera della Corte suprema nel 1911. È stata una delle prime multinazionali statunitensi.

## Storia

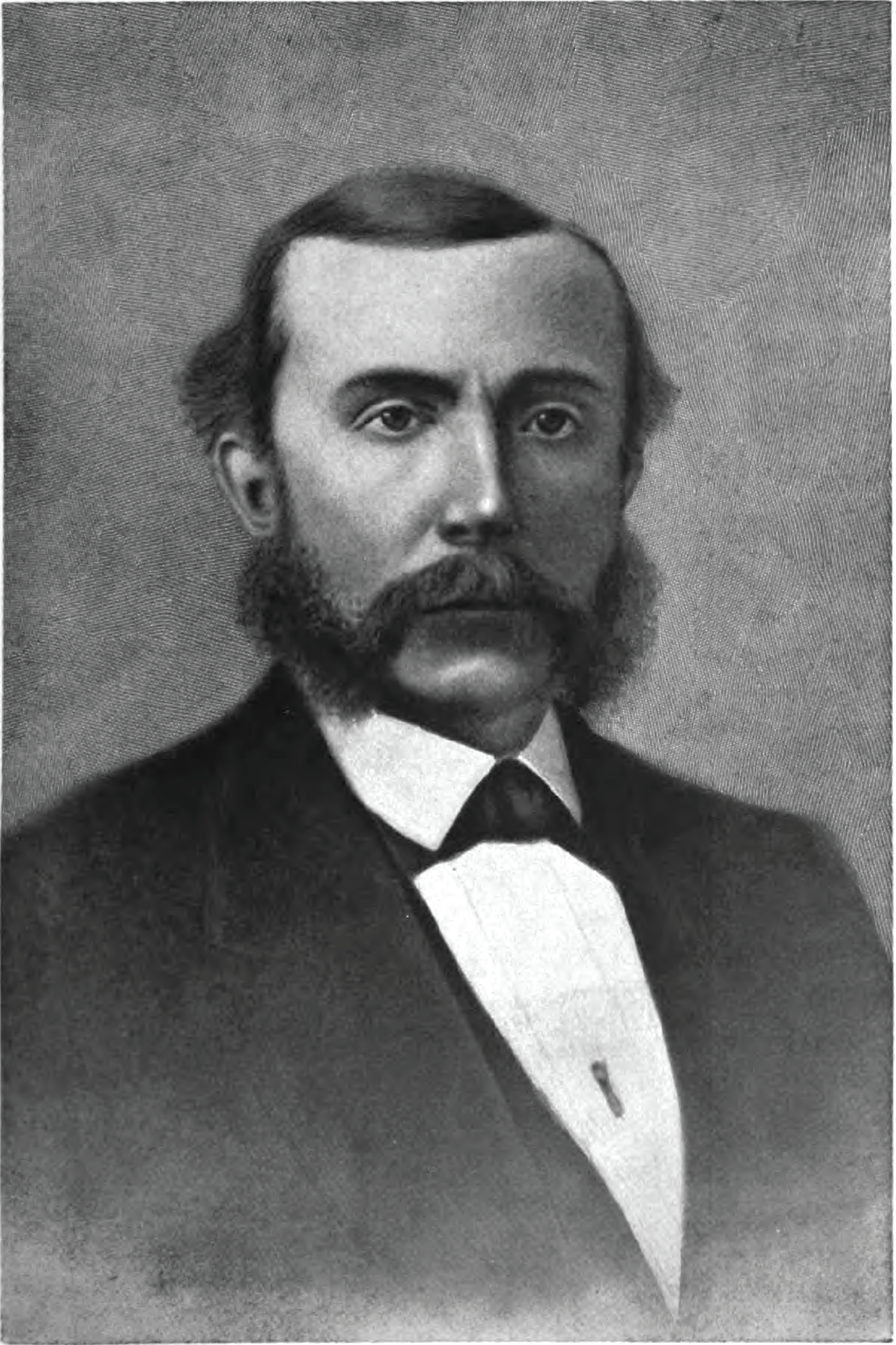
John Davison Rockefeller nel 1872, poco dopo la fondazione di Standard Oil

La Standard Oil nacque come una società tra il noto industriale John Davison Rockefeller, suo fratello William Rockefeller, Henry Flagler, il chimico Samuel Andrews e Stephen Vanderburgh Harkness. Usando strategie efficaci, ma anche assai criticate, la compagnia assorbì molti dei suoi concorrenti, dapprima a Cleveland, nell'Ohio, poi nel resto del Nordest degli Stati Uniti, facendo così fallire i concorrenti che si rifiutarono di venire assorbiti.

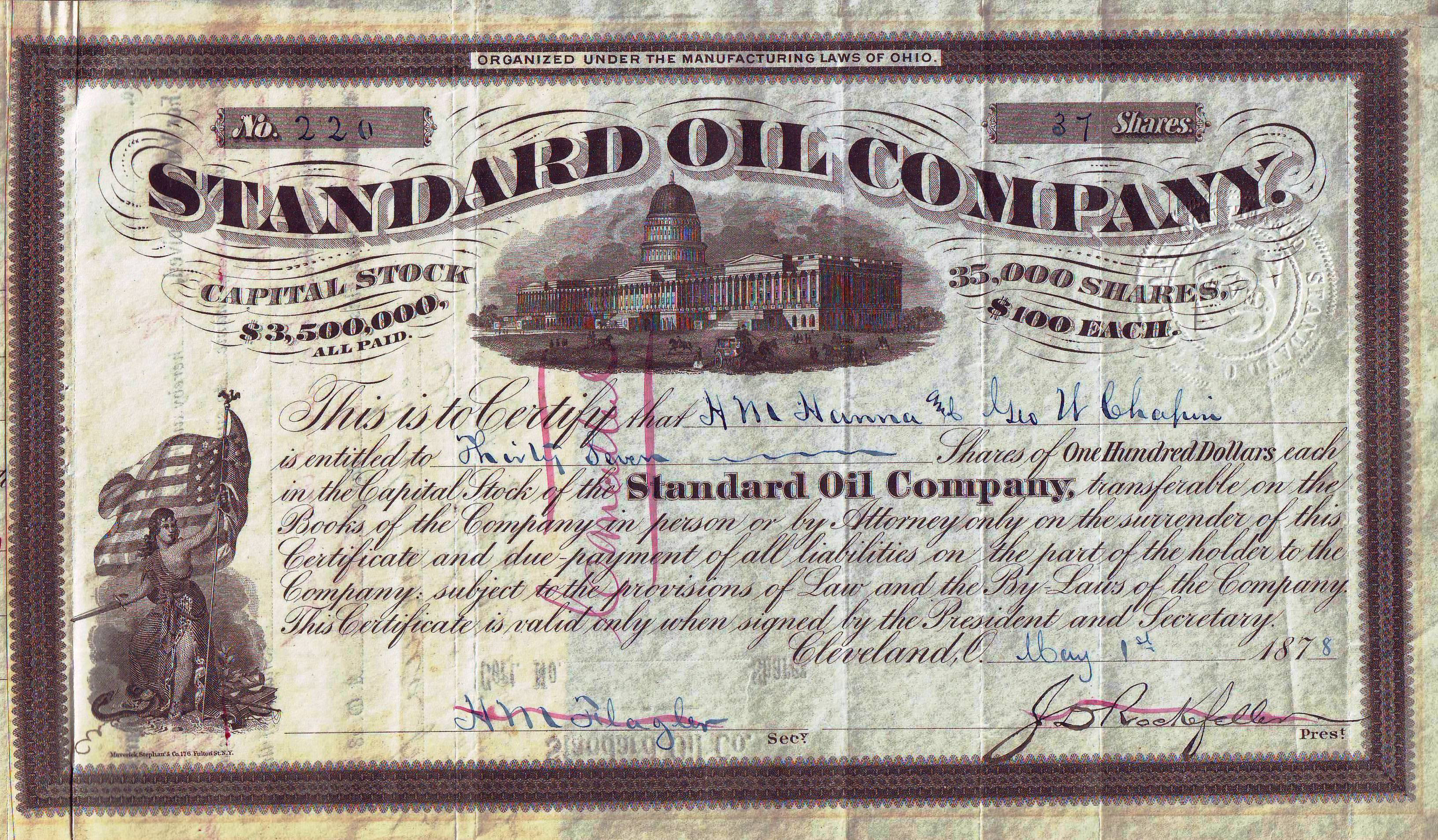
Certificato azionario della Standard Oil del 1878

Nei primi anni John Rockefeller guidava questo gruppo. Fu infatti lui la figura di spicco della nascente industria petrolifera americana. Successivamente delegò poteri decisionali, finanziari e industriali a vari comitati e, benché continuasse a possedere il maggior numero di azioni della compagnia, le decisioni erano prese in modo cooperativo, soprattutto nell'ufficio centrale di Cleveland. In risposta alle leggi che miravano a limitare le dimensioni delle compagnie, Rockefeller e i suoi soci svilupparono un approccio innovativo alla gestione della loro società che riuscirono a far crescere rapidamente. Nel 1882 infatti tutte le loro varie compagnie, sparse tra una dozzina di stati americani, si trovavano al di sotto di un solo trust. Il successo di tale organizzazione determinò in seguito il ricorso a tale forma societaria di tutte le grosse compagnie americane. Allo stesso tempo negli Stati Uniti, proprio per contrastare questo fenomeno, nacquero le leggi federali e statali.
Lo stato dell'Ohio citò con successo la Standard Oil, imponendo la formale dissoluzione del trust nel 1892, con la creazione di 20 compagnie che si suddivisero le proprietà. Tuttavia, la compagnia eluse tale sentenza semplicemente separando dal resto della società la gestione delle sole attività nell'Ohio, conservandone di fatto il controllo. Alla fine lo stato del New Jersey modificò la sua legge sul controllo societario per consentire ad una compagnia di possedere azioni in società negli altri stati degli Stati Uniti.

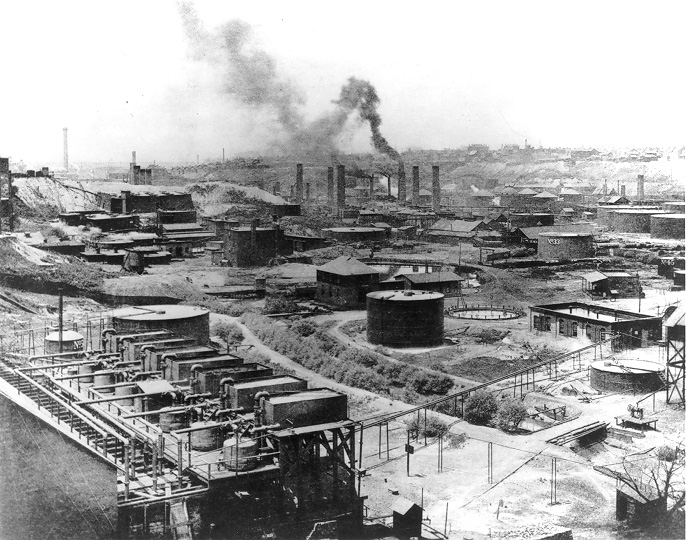
1899: Standard Oil Refinery No. 1 a Cleveland, Ohio

Nel 1899 la Standard Oil, i cui uffici erano al numero 26 di Broadway a New York, mutò la sua ragione sociale diventando una holding - una corporation chiamata Standard Oil Company of New Jersey (SONJ), che possedeva azioni in quarantuno società, che controllava altre compagnie che a loro volta controllavano altre società, formando una conglomerata che era percepita dall'opinione pubblica come estremamente pervasiva della società americana, controllata da un gruppo ristretto di manager e completamente libera da controlli esterni.

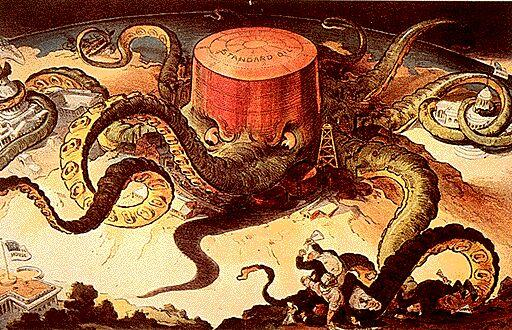
Una vignetta satirica del 1906 di Robert Smithereens sul monopolio Standard Oil

Tale potere finì per destare l'attenzione della giustizia americana e il Dipartimento Americano di Giustizia sottopose la holding alla legge federale antitrust, lo Sherman Act del 1890. Così nel 1911 la Corte suprema confermò il giudizio del primo grado d'appello del 1908 e decretò lo smembramento della holding in trentaquattro distinte società, ciascuna con una propria distinta direzione. Tra le più importanti vanno ricordate Exxon, Mobil, Chevron, Sohio, Amoco, Conoco, ARCO e Sun. Il presidente e fondatore della Standard Oil, John D. Rockefeller da allora si ritirò in silenzio da ogni carica della compagnia pur possedendo ancora azioni della compagnia. Il valore di tali azioni dopo la divisione della Standard Oil aumentò notevolmente e questo fece di Rockefeller l'uomo più ricco del mondo.
Le compagnie nate da tale divisione, conservando in alcuni casi ancora il nome originario, ciascuna con alterne vicende sono andate a formare il cuore dell'attuale industria petrolifera statunitense e mondiale a cominciare dalla ExxonMobil, nata dalla fusione nel 1999 tra la Exxon e la Mobil rispettivamente Standard Oil of New Jersey e la Standard Oil of New York, la Conoco erede delle attività della Standard Oil nei cosiddetti Rocky Mountain States (divisione geografica degli Stati Uniti comprendente otto Stati) poi fusasi nella ConocoPhillips, Chevron i.e. Standard Oil of California, Amoco e Sohio i.e. Standard Oil of Indiana e Standard Oil of Ohio, Atlantic Richfield e la Maraton che operava in quelle zone dell'Ohio non coperte dalla Sohio. Molte altre compagnie minori risultarono da tale divisione.

## Successori
Dopo il 1911 dalla Standard Oil sono nate:
- Standard Oil of New Jersey (SONJ) – o Esso (Eastern States, Standard Oil) – rinominata Exxon, oggi parte della ExxonMobil.
- Standard Oil of New York – o Socony, successivamente fusa con la Vacuum – rinominata Mobil, oggi parte della ExxonMobil.
- Standard Oil of California – o Socal – rinominata Chevron, poi diventata ChevronTexaco, e infine ritornata Chevron.
- Standard Oil of Indiana – o Stanolind, rinominata Amoco (American Oil Company), oggi parte di BP.
- Standard's Atlantic – o Atlantic Oil, che si è fusa con Richfield dando vita alla Atlantic Richfield o Arco, oggi parte di BP.
- Standard Oil of Kentucky – o Kyso – acquistata dalla Standard Oil of California, oggi Chevron Corporation.
- Continental Oil Company – o Conoco – oggi parte della ConocoPhillips.
- Standard Oil of Ohio – o Sohio – oggi parte della BP.
- Altre minori società